# Forsthaus Brand (Baruth/Mark)
Das Forsthaus Brand ist ein Wohnplatz im Ortsteil Radeland der Stadt Baruth/Mark im Landkreis Teltow-Fläming im Land Brandenburg.

## Geografische Lage
Der Wohnplatz liegt östlich des Dorfzentrums von Radeland und dort unmittelbar nördlich der Kreisstraße 7225, die in West-Ost-Richtung verläuft. Nordwestlich befindet sich der Wohnplatz Radelandsiedlung, ostsüdöstlich der Baruther Ortsteil Dornswalde sowie südlich, durch den Baruther Buschgraben getrennt, der Gemeindeteil Glashütte, der zum Baruther Ortsteil Klasdorf zählt. Die Wohnbebauung konzentriert sich auf wenige Gebäude nördlich der Kreisstraße; der übrige Teil ist bewaldet. Südlich der Kreisstraße befinden sich weitläufige Flächen des Glogau-Baruther Urstromtals, die landwirtschaftlich genutzt werden.

## Geschichte
Der Wohnplatz erschien erstmals im Jahr 1866, als auf der Gemarkung vom Dornswalde ein Försteretablissement errichtet wurde. Auf einer Fläche von acht Morgen wurden Gebäude für elf Personen und zwei Feuerstellen (=Haushalte) angelegt. Im Jahr 1871 wurde es als Wohnplatz Forsthaus Brand der Gemeinde mit 16 Personen geführt und in den Statistiken in den Jahren 1885 mit 15 Personen, 1895 mit 17 Personen, 1905 mit 10 Personen und 1925 mit 12 Personen weiterhin dokumentiert. Mit dem Übergang von Dornswalde in eine Landgemeinde erschien der Wohnplatz Forsthaus Brand im Jahr 1931 erneut in den Akten, ebenso in den Jahren 19870, 1973, 1977 und 1980.
Der Wohnplatz wurde mit Dornswalde am 31. Dezember 2001 in die Stadt Baruth eingemeindet, befindet sich aber auf der Gemarkung von Radeland.

## Verkehr
Über die Kreisstraße 7225 besteht nach Westen eine unmittelbare Anbindung zur Bundesstraße 96 und nach Osten zur Bundesautobahn 13. Die Verkehrsgesellschaft Teltow-Fläming stellt über die Buslinie 717 an der Haltestelle Radeländer Weg eine Verbindung nach Baruth, Petkus und den Ortsteil Stülpe der Gemeinde Nuthe-Urstromtal her.